# Handbuch der Cacteenkunde
Handbuch der Cacteenkunde (abreviado Handb. Cacteenk.) es un libro con ilustraciones y descripciones botánicas que fue escrito conjuntamente por Carl Friedrich Foster & Karl Theodor Rümpler y publicado en 2 volúmenes en 1846-1886. con el nombre de Handb. Cacteenk. (ed. 2 - Rümpler) - Carl Friedrich Förster's Handbuch der Cacteenkunde in ihrem ganzen Umfange: oder, die erfolgreichsten, auf die neuesten erfahrungen gegründeten kulturangaben.Nach dem gegenwärtigen stande der wissenschaft bearbeitet und durch die seit 1846 begründeten gattungen und neu eingeführten arten vermehrt. Edition: 2e, umgearbeitete aufl. Leipzig.